# أنمولين إضوضان (أربعاء آيت أحمد)
أنمولين إضوضان هي إحدى مشيخات المملكة المغربية، تتبع جغرافيا لإقليم تيزنيت وإداريًا لأربعاء آيت أحمد. يقدر عدد سكانها بـ 3127 نسمة حسب الإحصاء الرسمي للسكان والسكنى لسنة 2004.